# Edward Lindsay Ince
Edward Lindsay Ince (* 30. November 1891 in Amblecote, Staffordshire; † 16. März 1941 in Edinburgh) war ein britischer Mathematiker.

## Leben
Ince ging in Wales und in Schottland (Perth) zur Schule, studierte 1909 bis 1913 Mathematik an der University of Edinburgh und forschte 1915 an der Universität Cambridge, wofür er 1917 den Smith Prize erhielt. Vom Wehrdienst war er aus medizinischen Gründen befreit, arbeitete aber im weiteren Verlauf des Ersten Weltkriegs für das Militär. 1918 wurde er Lecturer an der University of Leeds und 1920 an der University of Liverpool. 1926 bis 1931 baute er die Mathematikfakultät an der Universität Kairo auf. 1931/32 lehrte er zunächst in Edinburgh und dann bis 1935 am Imperial College in London, bevor er Professor an der Universität Edinburgh wurde.
Er befasste sich mit gewöhnlichen Differentialgleichungen und deren Lösungen, zum Beispiel mit speziellen Funktionen von  Mathieu und Lamé, und schrieb ein damaliges Standardwerk über Differentialgleichungen. Eine Differentialgleichung 2. Ordnung, die die Mathieugleichung verallgemeinert, ist nach ihm benannt, sowie deren Lösungen (Ince-Polynome).
Er war seit 1924 verheiratet und hatte zwei Töchter.
1923 wurde er Mitglied der Royal Society of Edinburgh. Kurz vor seinem Tod erhielt er deren Makdougall Brisbane Preis für seine Arbeit über die Lamé-Funktionen, den er aber nicht mehr in Empfang nehmen konnte. Er verstarb 1941 im Alter von 49 Jahren.

## Schriften
- Ordinary Differential Equations, Longmans, Green and Co., London 1927, Reprint Dover 1944.
- Integration of Ordinary Differential Equations, Oliver and Boyd 1939, 1943 (2. Auflage nach seinem Tod bearbeitet von Arthur Erdélyi).
  - Deutsche Übersetzung: Die Integration gewöhnlicher Differentialgleichungen. BI Hochschultaschenbücher 1965.
- A course in descriptive geometry for the mathematical laboratory, G. Bell and Sons 1915 (Edinburgh Mathematical Tracts).
- Principles of Descriptive Geometry, E. Arnold 1933.